# Bounds-JAP
Bounds-JAP is een Brits historisch merk van motorfietsen.
De bedrijfsnaam was: Jack Bounds, Kilburn, London.
Jack Bounds leverde vanaf 1909 motorfietsen, waarbij hij waarschijnlijk vrijwel alle onderdelen bij andere bedrijven inkocht. Voor de aandrijving koos hij voor 345cc-eencilinders en 492cc-V-twins van JAP. In 1912 verdween Bounds-JAP van de markt. De productieaantallen waren zo laag gebleven dat het merk niet in de Britse verkooplijsten (het "Red Book") voorkwam.